# Jana und Jan
Jana und Jan ist ein deutscher Spielfilm von Helmut Dziuba aus dem Jahr 1992, der in Co-Produktion von DEFA und ZDF entstand. Er beruht auf der gleichnamigen Erzählung von Manfred Härtel.

## Handlung
Das Jahr 1989: Der 15-jährige Jan, der als Baby von seinen Eltern ausgesetzt wurde, hat wegen versuchter Republikflucht sechs Monate im geschlossenen Jugendwerkhof Torgau gesessen und wird nun auf einen offenen Jugendwerkhof versetzt. Im Werkhof haben sich innerhalb der Mädchen- und Jungengruppen feste Hierarchien ausgebildet. Die 17-jährige Jana, die bereits mit zwölf Jahren von ihrem Stiefvater missbraucht wurde, wettet mit der Anführerin der Mädchen Lady, dass sie mit Jan schlafen wird. Gewinnt sie, soll sie die neue Anführerin werden, verliert sie, muss sie mit dem Betreuer Bulling schlafen. Der Anführer der Jungen Sir zeigt dem Neuen unterdessen bereits am ersten Tag, wer im Werkhof das Sagen hat. Der Leiter des Heims Chef und Jans Betreuer Bulling sehen zu.
Tatsächlich gelingt es Jana schnell, mit Jan zu schlafen. Beide treffen sich auch in der Folgezeit und machen den Dachboden des Heims zu ihrem Liebesnest. Den Spott der Mitinsassen ertragen sie. Als Jana bemerkt, dass sie schwanger ist, leugnet sie dies zunächst vor den anderen Mädchen und vor allem vor der gefühlskalten Lady. Sie erzählt es Jan zu Weihnachten und eröffnet ihm auch, dass sie das Kind nicht bekommen will. Jan wird wütend, da er im Vatersein mit einem Mal Sinn für sein Leben sieht. Er schlägt Jana, die die Treppe hinunterstürzt. Sie wird ins Krankenhaus eingeliefert, während Jan wegen gefährlicher Körperverletzung zurück in den geschlossenen Jugendwerkhof Torgau gebracht wird.
Dem ungeborenen Kind ist durch den Sturz nichts geschehen. Das Treffen mit einer anderen Patientin im Krankenhaus, die gerade ihr Baby verloren hat und Jana die Babysachen überlässt, bringt Jana dazu, ihr Kind austragen zu wollen. Sie wird nach ihrer Rückkehr in den Jugendwerkhof zur Außenseiterin. Lady und die anderen Mädchen begegnen ihr mit Spott und Hohn und demütigen sie bei jeder sich bietenden Gelegenheit. Nur die schüchterne Julia, selbst die Rangniedrigste der Gruppe, steht ihr bei. Die Mauer fällt, was die Jugendlichen am Fernseher mitverfolgen. Julia begeht Selbstmord, als sie von ihrer Mutter im Westen erfährt, dass diese ihr Kind auch nach dem Fall der Mauer nicht zu sich nehmen will.
Jan kommt 1990 in den Jugendwerkhof zurück und versöhnt sich mit Jana. Beide fliehen aus der Anstalt und wollen die erste Zeit bei Jans Tante unterkommen. Weil ihrem Motorrad das Benzin ausgeht, müssen beide laufen. An einem nun leeren Grenzturm setzen bei Jana die Wehen ein. Jan gelingt es, sie ins Krankenhaus zu bringen.

## Produktion

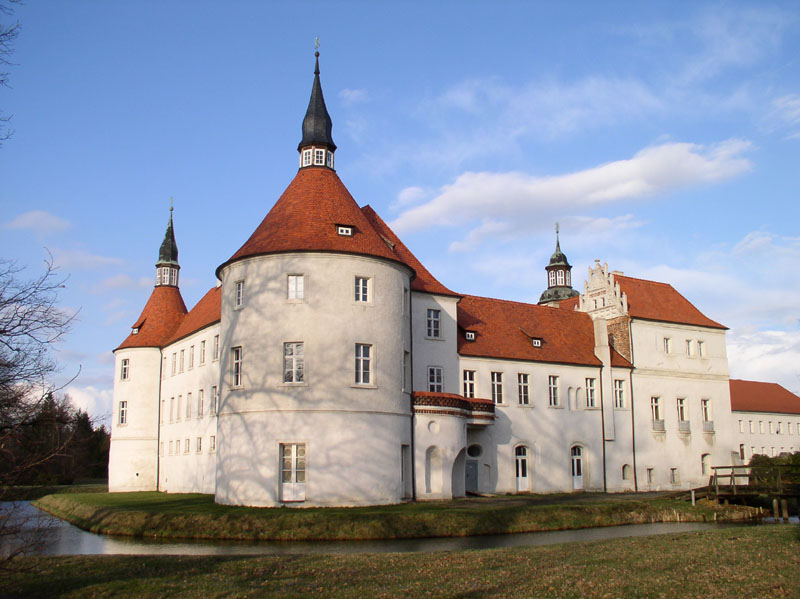
Schloss Fürstlich Drehna, Kulisse des Jugendwerkhofs

Jana und Jan wurde bereits vor der Wende konzipiert, jedoch unter dem Eindruck der politischen Ereignisse des Jahres 1989 noch einmal umgeschrieben. Dziuba konnte den Film so „direkter und härter umsetzen“. Die Dreharbeiten fanden 1991 in den Gebäuden des ehemaligen Geschlossenen Jugendwerkhofs Torgau sowie im Wasserschloss Fürstlich Drehna statt, in dem sich von 1972 bis Mitte der 1980er-Jahre der Jugendwerkhof Drehna befand. Der Film wurde von der DEFA und vom ZDF koproduziert und erlebte am 26. Mai 1992 im Berliner Rio seine Premiere. Zwei Tage später lief er in den deutschen Kinos an und kam am 15. Oktober 2007 auf DVD heraus. Die Fernseh-Erstausstrahlung erfolgte am 2. Oktober 1994 im ZDF. Zudem wiederholte 3sat den Spielfilm am 19. Oktober 1999 und 5. Oktober 2005.

## Kritik
Das Lexikon des internationalen Films schrieb, Jana und Jan sei ein „Porträt einer verlorenen und verlassenen Jugend zur Zeit des politischen Umbruchs in der DDR. Sensibel gestaltet und gespielt, verweigert sich der Film einem vordergründigen Unterhaltungsbedürfnis.“
Cinema befand, der Film sei eine „schroffe Lovestory aus einer schroffen Welt“.

## Auszeichnungen
Auf dem Filmfestival in San Remo erhielt Jana und Jan 1993 den Spezialpreis der Jugend. Regisseur Helmut Dziuba wurde beim Bayerischen Filmpreis 1992 am 15. Januar 1993 mit dem Regiepreis geehrt.
Die Deutsche Film- und Medienbewertung (FBW) vergab für den Film das Prädikat „wertvoll“.